# John Major
Sir John Roy Major, KG, CH (Carshalton, Surrey, 29 de març 1943) és un polític anglès, que ha estat Primer Ministre del Regne Unit del 1990 al 1997.
Treballà com a empleat de banca, i el 1959 ingressà al Partit Conservador, pel qual fou conseller de districte el 1968 i diputat al Parlament des del 1979. El 1987 fou designat primer secretari de finances, i el 1989, ministre d'exteriors i ministre d'hisenda fins al 1990, que substituí Margaret Thatcher com a primer ministre arran de la seva dimissió.
Confirmat en el càrrec en les eleccions al Parlament del Regne Unit de 1992, des de l'inici del seu mandat sostingué una pugna amb els sectors més antieuropeistes del seu partit.
El 15 de desembre de 1993 Major i el Taoiseach irlandès Albert Reynolds van fer una declaració conjunta a l'oficina del primer ministre britànic al número 10 de Downing Street, coneguda com la Declaració de Downing Street en la que els dos mandataris manifestaven tant el dret del poble d'Irlanda a l'autodeterminació, com que Irlanda del Nord seria transferida a la República d'Irlanda des del Regne Unit només si la majoria de la seva població estava a favor d'aquest moviment. També incloïa, com a part de la prospectiva de l'anomenada "dimensió irlandesa", el principi de consentiment que el poble de l'illa d'Irlanda tenia el dret exclusiu de resoldre els problemes entre el Nord i el Sud per consentiment mutu, fent possible l'inici de negociacions per a la pacificació d'Irlanda del Nord.
Fou derrotat pels laboristes en les eleccions al Parlament del Regne Unit de 1997 i substituït per Tony Blair.
L'any 2005 va refusar ser ennoblit, honor que el sobirà confereix tradicionalment als ex-primers ministres. Major al·legà que la seva retirada de la política era total, de manera que no volia seure a la Cambra dels Lords. Havia acceptat tanmateix ingressar a l'Orde de la Lligacama, circumstància que comporta ser investit cavaller.